# Tsai Chia-hsin
Tsai Chia-hsin (chiń. 蔡佳欣; pinyin Cài Jiāxīn; ur. 25 lipca 1982) – tajwański badmintonista.
Zawodnik wraz z Cheng Wen-hsing startował na igrzyskach w Atenach w grze mieszanej – odpadł w 1/8 finału.